# Nedjeftet
Nedjeftet est une reine mentionnée sur les reliefs découverts près du complexe pyramidal de Pépi Ier (près du complexe pyramidal de la reine Inenek Inti). C'était une épouse de Pépi. Son nom était aussi celui du 20e nome, plus tard connu sous le nom de nome Herakleopolis, en Haute-Égypte ; il est possible que sa famille soit venue de là et le mariage devait renforcer la position du roi par opposition aux seigneurs locaux. 

## Titres
Ses titres étaient :
- Grand l'un des hetes-sceptre (wrt-ḥts),
- Elle qui voit Horus et Seth (m33t-hrw-stsh),
- Grande de bienfaits (wrt-ḥzwt),
- Épouse du Roi (ḥmt-niswt),
- Épouse du Roi son bien-aimé (ḥmt-niswt meryt.f),
- préposé d'Horus (ḫt-ḥrw)[3].